# Юлтый, Даут
Даут Юлтый (Даут Исхакович Юлтыев, баш. Дауыт Исхаҡ улы Юлтыев; 1893—1938) — башкирский советский писатель, драматург, журналист и общественный деятель.

## Биография

Даут Юлтый (справа) с Хабибуллой Ибрагимовым и Мажитом Гафури в санатории им. А. П. Чехова в Башкирии. 1933 год.

Даут Юлтый родился 6 апреля (18 апреля по новому стилю) в 1893 году в деревне Катай вблизи реки Ток, что находилась неподалёку от села Юлты (на данный момент село Юлты Красногвардейского района Оренбургской области) в бедной крестьянской семье. Учился в медресе родной деревни и в Сорочинском медресе. Работал учителем в д. Юлты. После данную школу переименуют в середине XX века и назовут в честь писателя. В данной школе им. Даута Юлтыя находится музей его имени с книгами данного писателя, народные костюмы, а также кровать, на которой ещё ребёнком спал писатель.
Участвовал в Первой мировой и Гражданской войнах (на стороне красных).
До 1920 года был военным комиссаром и секретарём Ток-Суранского кантонного комитета РКП(б).
С 1921 года Даут Юлтый работал редактором газеты «Башкортостан». В конце 1921 года избран делегатом Всероссийского IX съезда Советов, встречался и беседовал с В. И. Лениным.
В 1926 году окончил Институт красной профессуры. Работал в структуре ВКП(б), также активно занимался литературной, журналистской и издательской деятельностью.
В 30-е гг. являлся редактором журнала «Октябрь» (ныне «Агидель»), участвовал в организации Союза писателей Башкирской АССР.
Репрессирован как башкирский буржуазный националист в 1937 году, а 10 июля 1938 года расстрелян в Уфе. Реабилитирован в 1956 году.
Правнучка Даута Юлтыя проживает в Израиле (дочь внука Мансура, сына дочери Нинель) — Эльза Спектор (Фазлуллина).

## Творчество
Свои первые произведения Юлтый написал в 1908 году. В советское время писал агитационно-публицистические тексты. Среди них поэмы «Майсара» и «Айхылу» о рабочих и крестьянах; стихи «О Ленине», «Рыдание», посвящённые В. И. Ленину. Проза Юлтыя представлена историко-революционном романом «Кровь» («Ҡан»), драмой «Карагул», пьесами «Колансэс» и «Салават».

## Память
В 1978 году в Уфе на улице Ленина, 2 состоялось открытие мемориальной доски, посвящённой Дауту Исхаковичу Юлтыеву. Именем Даута Юлтыя в Орджоникидзевском районе Уфы названа улица.